# Crenea
Crenea es un género con cuatro especies de plantas con flores perteneciente a la familia Lythraceae. 

## Especies seleccionadas
- Crenea maritima
- Crenea patentinervis
- Crenea repens
- Crenea surinamensis

## Sinonimia
- Crena Scopoli
- Crenaea Schreb.
- Dodecas L.f.[1]